# Smilax fooningensis
Smilax fooningensis är en enhjärtbladig växtart som beskrevs av Fa Tsuan Wang och Tang. Smilax fooningensis ingår i släktet Smilax och familjen Smilacaceae. Inga underarter finns listade.